# 케어퍼스트 아레나
케어퍼스트 아레나(영어: CareFirst Arena)는 미국 워싱턴 D.C.에 위치한 실내 경기장이다. G 리그 캐피털 시티 Go-Go와 WNBA 워싱턴 미스틱스의 홈경기장으로 사용하고 있다. 